# Westwood, Los Angeles
Westwood este un cartier comercial și rezidențial din Los Angeles, California. Se găsește în partea centrală de nord a zonei urbane Westside. Este sediul Universității din California, Los Angeles (UCLA). 
Cartierul a fost dezvoltat începând cu 1919, iar UCLA a fost deschisă în 1929, în timp ce Westwood Village a fost construit începând din 1929 până în anii 1930.
| Direcție                                                 | Limite                                            | Cartier(e) adiacent(e)            |
| -------------------------------------------------------- | ------------------------------------------------- | --------------------------------- |
| Nord                                                     | Sunset Bl.                                        | Bel Air                           |
| Est                                                      | Beverly Hills city limits incl. L.A. Country Club | City of Beverly Hills             |
| Sud                                                      | Santa Monica Bl.                                  | West Los Angeles; Century City    |
| Vest                                                     | Sepulveda Bl. or I-405*                           | Sawtelle Veterans Home; Brentwood |
| *Terenurile VA la est de Sepulveda/I-405 nu sunt incluse |                                                   |                                   |